# Christopher McQuarrie
Christopher McQuarrie, född 1968 i Princeton, New Jersey, är en amerikansk manusförfattare, regissör och producent. McQuarrie har samarbetat ett flertal gånger med Bryan Singer och Tom Cruise. 1995 belönades han med en Oscar för Bästa originalmanus i filmen De misstänkta.

## Filmografi (i urval)
| 1993 | Public Access                                 | Nej | Nej | Ja  |          |
| 1994 | På spaning i New York                         | Nej | Nej | Ja  | TV-serie |
| 1995 | De misstänkta                                 | Nej | Nej | Ja  |          |
| 1997 | The Underworld                                | Nej | Nej | Ja  | TV-film  |
| 2000 | The Way of the Gun                            | Ja  | Nej | Ja  |          |
| 2008 | Valkyria                                      | Nej | Ja  | Ja  |          |
| 2010 | Persons Unknown                               | Nej | Ja  | Ja  | TV-serie |
| 2010 | The Tourist                                   | Nej | Nej | Ja  |          |
| 2012 | Jack Reacher                                  | Ja  | Nej | Ja  |          |
| 2013 | Jack the Giant Slayer                         | Nej | Nej | Ja  |          |
| 2014 | Edge of Tomorrow                              | Nej | Nej | Ja  |          |
| 2015 | Mission: Impossible – Rogue Nation            | Ja  | Nej | Ja  |          |
| 2016 | Jack Reacher: Never Go Back                   | Nej | Ja  | Nej |          |
| 2017 | The Mummy                                     | Nej | Nej | Ja  |          |
| 2018 | Mission: Impossible – Fallout                 | Ja  | Ja  | Ja  |          |
| 2022 | Top Gun: Maverick                             | Nej | Ja  | Ja  |          |
| 2023 | Mission: Impossible – Dead Reckoning Part One | Ja  | Ja  | Ja  |          |
| 2025 | Mission: Impossible – The Final Reckoning     | Ja  | Ja  | Ja  |          |